# Richar Abril
Richar Abril est un boxeur cubain né le 10 août 1982.

## Carrière
Passé professionnel en 2005, il remporte le titre vacant de champion du monde des poids légers WBA le 2 mars 2013 après sa victoire aux points contre Sharif Bogere. Il conserve son titre à nouveau aux points le 20 septembre 2014 face à Edis Tatli avant d'en être dépossédé sur tapis vert en avril 2015.